# رود اردن
رود اُردُن (به عربی: نهر الأردن)(به عبری: נהר הירדן تلفظ: نِهـِر هایاردِن) رودخانه‌ای است که از دریاچه طبریه در سوریه سرچشمه گرفته و به دریای مرده در اردن می‌ریزد. درازای آن ۲۵۱ کیلومتر است و مرز بین اردن و کرانه باختری را تشکیل می‌دهد.
گروهی از پیروان دین‌های ابراهیمی این رودخانه را مقدس می‌دانند، زیرا در کتاب مقدس آمده است که بنی اسرائیل برای رسیدن به سرزمین موعود از رود اردن گذشتند. همچنین بنا به انجیل، این یحیی بن زکریّا بود که عیسی ناصری را در رود اردن غسل تعمید داد.
کشور اردن و بلندی‌های جولان در ساحل شرقی و اسرائیل و منطقه کرانه باختری در ساحل غربی آن قرار دارند.
دیکا پولیس Dicapolis واژه یونانی است، دیکا به چم (معنی) دیه و روستا و پولیس به معنی (چم) شهر و کشور است که در شمال اسرائیل قرار گرفته و دارای ده شهر بزرگ است که بزرگ‌ترین آن‌ها در خاور (شرق) رود اردن است. در انجیل متی (۲۵:۴) و در انجیل مرقس(۲۰:۵) (۳۱:۷)، چنین آمده که در پیمایش داستان رفتن عیسی از صور (از شهرهای کهن فنیقیه) به سوی دریاچه ناصره، او را از دیکا پولیس (Dicapolis) می‌گذراند.

## نگارخانه

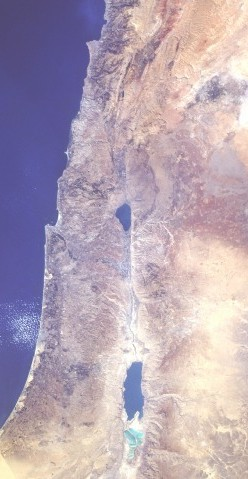
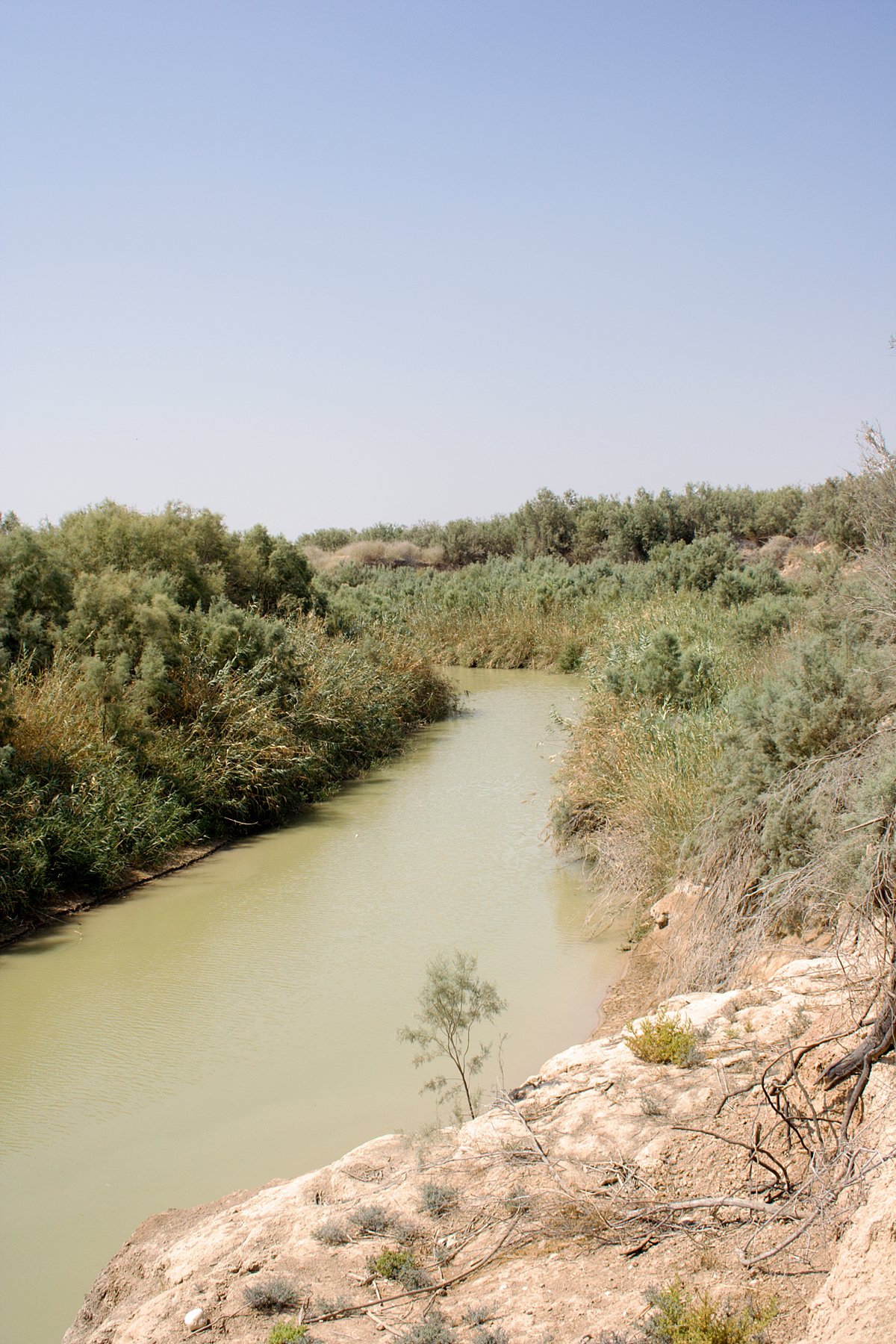
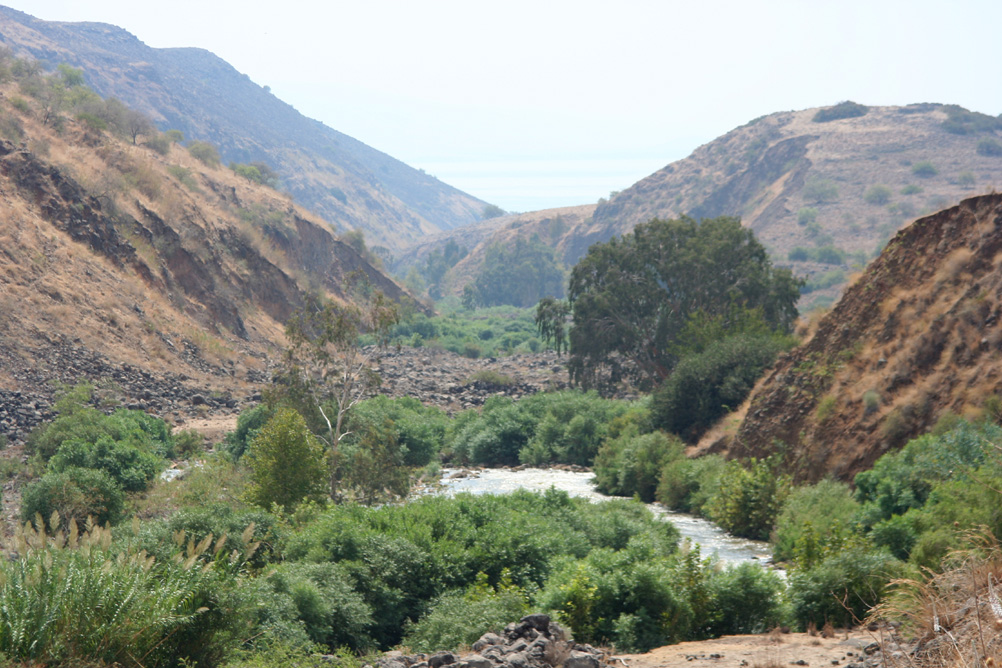
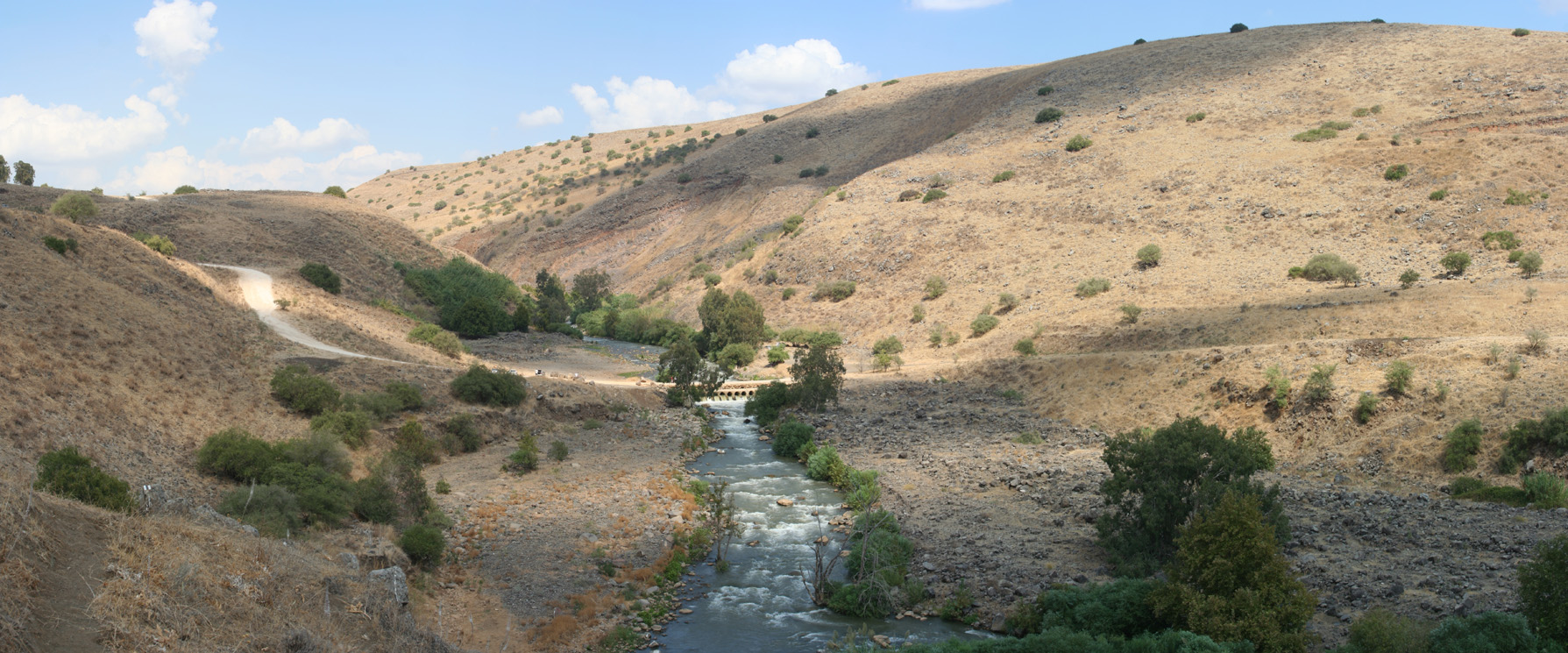
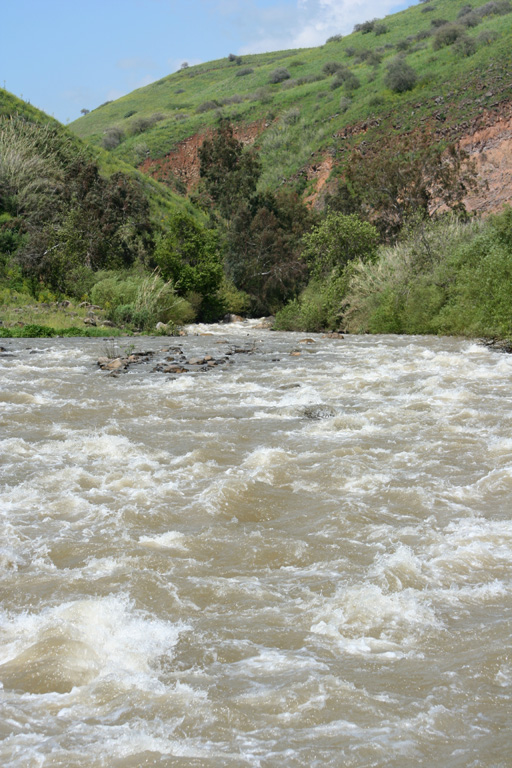
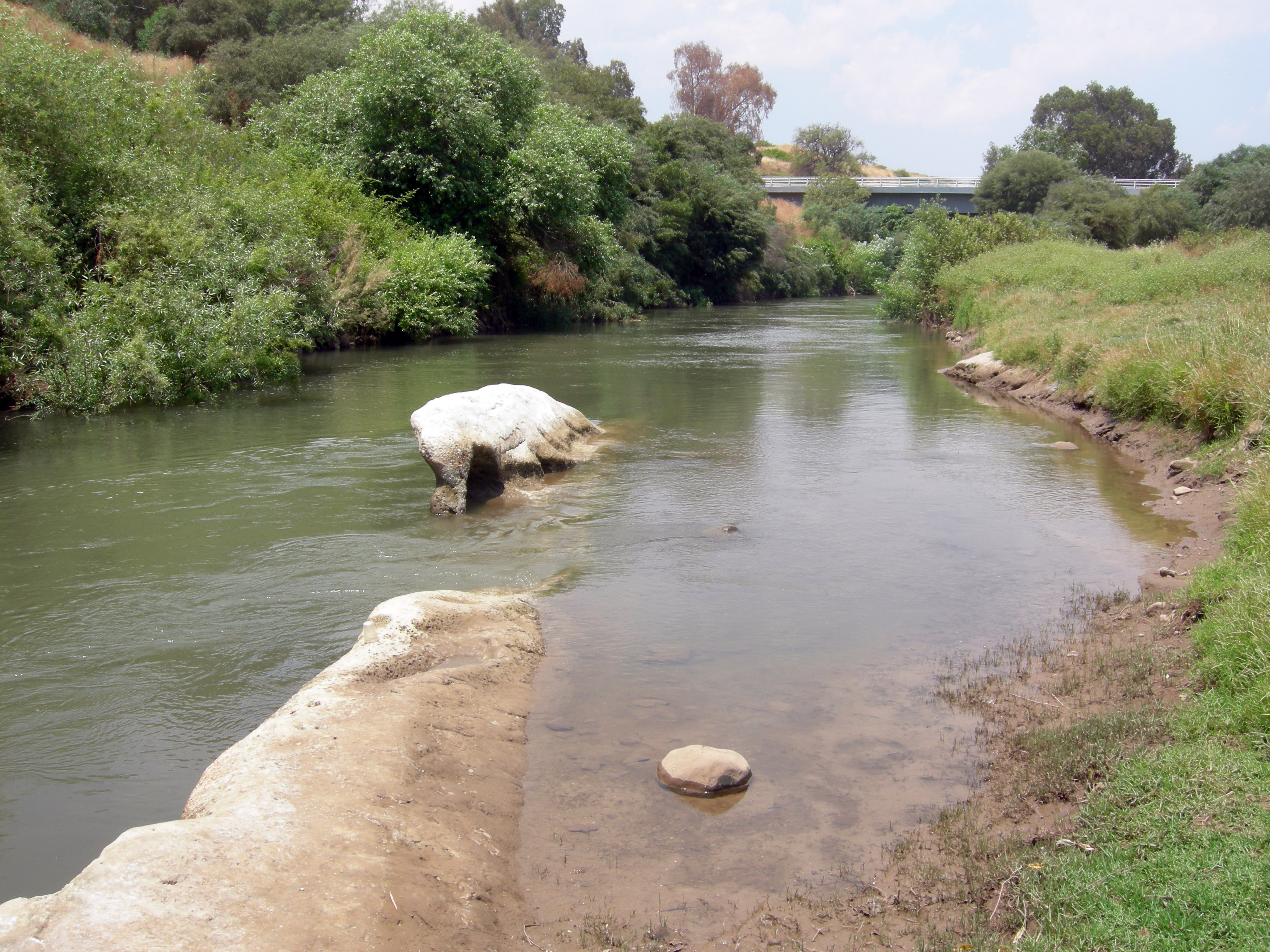

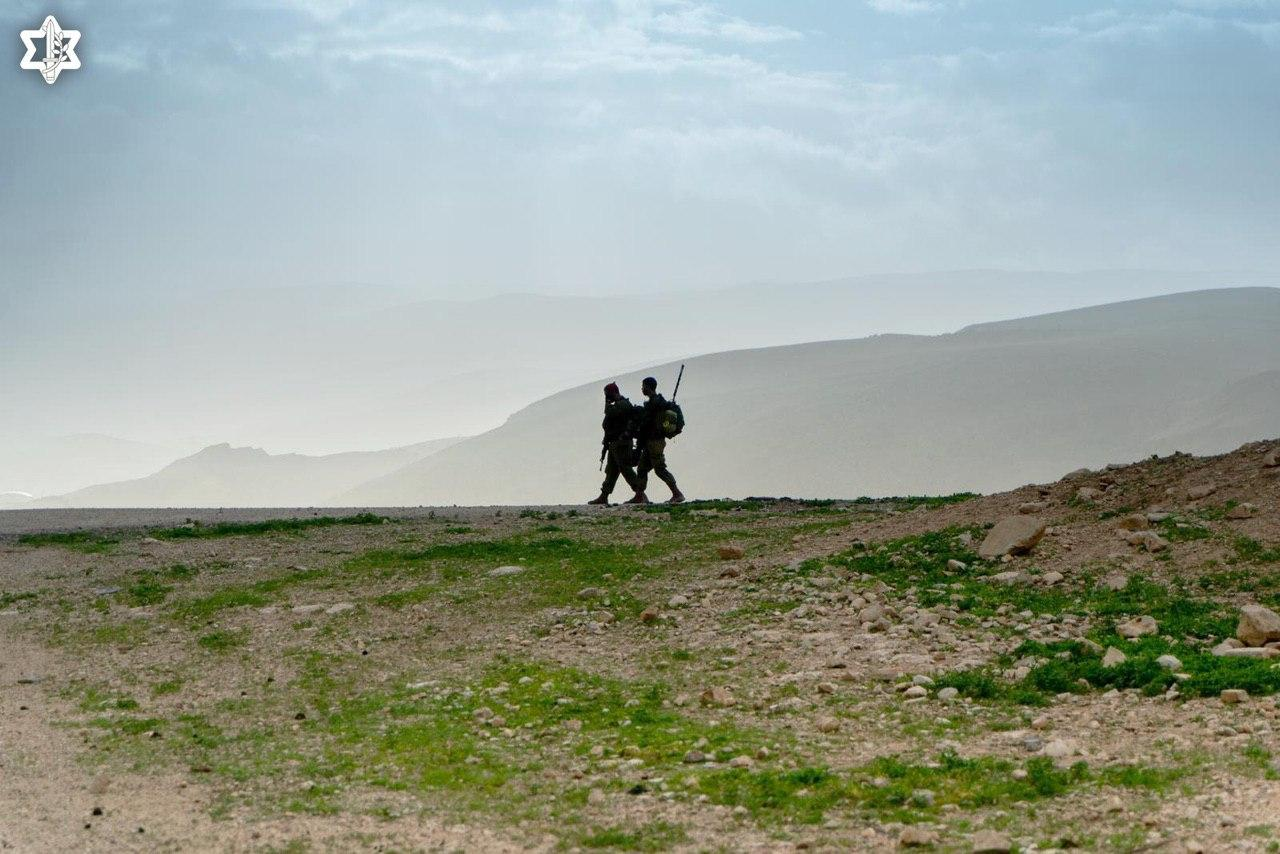
دره رود اردن